# Linha de Mogadíscio
Linha de Mogadíscio é o ponto no qual a participação estrangeira em um conflito muda de manutenção de paz ou da diplomacia para operações de combate.   O termo frequentemente surge em referência à relutância dos atores internacionais para intervir militarmente noutro Estado por razões humanitárias, devido ao temor de operações de combate que tenham grande custo humano.